# Klaipėda (stad)
Klaipėda ([ˈklaɪpeːda]ⓘ; Duits: Memel, Samogitisch: Klaipieda) is met 154.326 inwoners de derde stad van Litouwen. De stad ligt aan de Oostzee bij de plaats waar het Koerse Haf, dat het water van de Memel afvoert, zijn enige doorgang naar zee heeft. Vanwege de ijsvrije haven is Klaipėda de belangrijkste havenstad van het land.
Klaipėda is de voornaamste plaats in het historische gebied Samogitië. Het dorpje Smiltynė op de noordpunt van de Koerse Schoorwal tegenover Klaipėda hoort ook bij de stad.
Tot 1945 was de stad vooral bekend onder haar Duitse naam Memel, wat tevens zowel de Duitse als de Nederlandse naam is van de rivier waaraan de stad ligt.

## Geschiedenis
De Lijflandse Orde, de Lijflandse tak van de Duitse Orde, bouwde hier in 1252 de Memelburg. Van vaste bewoning door Baltische stammen was al sprake in het 3de millennium voor Christus. De Baltische betekenis van Memel gaat terug op ‘kalm water’, dus een veilige havenplaats. Klaipėda is een variant daarop: ‘vlakke en open landingsplaats’. Een ‘Memele castrum’ (Memelburg) verving ter plaatse een houten vesting nadat de Lijflandse Orde dit gebied veroverde in 1252. En een stad breidde zich daarnaast uit, die in 1328 in handen van de Duitse Orde overging. Inmiddels had de stad Lübecks stadsrecht gekregen en was zij ingericht door kooplieden uit Dortmund. Pogingen van de vorsten van Litouwen om de havenstad en haar burcht, die zij Cleupeda noemden, te veroveren liepen op niets uit, ondanks verschillende belegeringen en tijdelijke bezettingen. Nadat de Duitse Orde verslagen was door de Polen en Litouwers en zij in 1466 meer dan de helft van haar gebied moest afstaan, bleef Memel daarbuiten als deel van Oost-Pruisen, dat sinds 1525 als geseculariseerd hertogdom Pruisen voort bestond. Memel bleef sindsdien aan alle lotgevallen van Pruisen, later de provincie Oost-Pruisen, verbonden, te beginnen met de lutherse kerkreformatie.
In de oorlog tussen Zweden en Polen werd het in 1639 uitvalsbasis voor de Zweden.
De stad bleef gespaard voor de epidemieën die in het begin van de 18de eeuw Oost-Pruisen teisterden en daar het leven van de helft van de bevolking kostten.
Rusland legde tijdelijk een bezetting in de stad tijdens de Zevenjarige Oorlog tussen 1758 en 1762. Van bijzondere betekenis in de Pruisische geschiedenis is in 1806 de vlucht geweest van het Pruisische hof van Berlijn naar Memel, nadat Napoleon het Pruisische leger had verslagen.
Tijdens de napoleontische oorlogen werd Memel de tijdelijke hoofdstad van het Koninkrijk Pruisen. Tussen 1807 en 1808 was het de residentie van koning Frederik Willem III, zijn hof en de regering. Op 9 oktober 1807 tekende de koning een document waarin de lijfeigenschap in Pruisen werd afgeschaft. De Pruisische koning moest het gezag van de Franse keizer toch aanvaarden in 1808. Het gebied rond Memel leed grote economische schade onder het nu ingevoerde continentaal stelsel. In 1812 stak Napoleon hier de rivier over met zijn Grande Armée, op weg naar Moskou.
Telkens herstelde de stad zich weer, vooral op basis van haar strategische betekenis, wat ook de reden was dat er om haar gestreden werd. Inmiddels telde de stad 6.000 inwoners. Daarna groeide Memel ondanks een grote stadsbrand in 1857, verder tot 20.000 inwoners aan het einde van de eeuw door haar gunstige ligging voor de hout- en pels- en graanhandel vanuit Rusland. Daarbij bleef de haven ook van bijzonder militair belang.
In 1915 kwamen de Russische troepen korte tijd in de stad, toen de inval in Oost-Pruisen werd ingezet, maar deze voorzet in de Eerste Wereldoorlog liep voor Rusland dramatisch af in de Slag van Tannenberg. Na de door Duitsland toch verloren oorlog bepaalde het Verdrag van Versailles dat Duitsland Memel moest afstaan aan de bij dit verdrag opnieuw gestichte staat Litouwen. Omdat de bevolking van de stad voor negen tiende, en van het omringende platteland (zie Memelland) voor de helft Duitstalig was en protesteerde, werd een Frans garnizoen in de stad gelegerd en toen Litouwen de stad in 1923 militair innam, besloten de geallieerden in 1926 een autonome status op te leggen binnen de republiek Litouwen, door de Volkenbond te controleren. Daarna werd de autonomie door Litouwen opgeheven en vervolgens zou een patstelling in het bestuur ontstaan omdat de bewoners van Memelland voor 87% op Duits-nationale partijen stemden. In 1939 was de druk van het inmiddels nationaalsocialistische Duitsland zo groot geworden dat Litouwen het gebied en de stad 'vrijwillig' (na een ultimatum van Berlijn) overdroeg aan nazi-Duitsland en daarbij hoopte op Duitse steun voor de aanspraak op Vilnius, dat destijds vanaf de Eerste Wereldoorlog door Polen bezet was. Na de overdracht van Klaipėda aan Duitsland vluchtten 21.000 inwoners, waaronder 9.000 Duitse Joden die hier vanaf 1933 een toevlucht hadden gezocht, de grens met Litouwen over.
Eind 1944 naderde het Sovjet-leger de stad, maar pas in januari 1945 werd de Duitse Wehrmacht er na bombardementen en grote verwoestingen uit verdreven, nadat de bevolking eerst geëvacueerd was. Nieuwe bewoners uit Litouwen en de Sovjet-Unie werden vervolgens in de stad gevestigd. Vele duizenden Memellanders die onderweg waren naar het westen zijn in de daaropvolgende maanden teruggestuurd en mochten pas in 1958 desgewenst het land (weer) verlaten. In 1950 waren nog 20.000 autochtone Memellanders in het gebied aanwezig, achtergebleven of teruggekomen uit Siberische kampen en ook uit Duitsland, dat laatste na een oproep van de regering van de Litouwse SSR. De meeste 'autochtonen' zouden eind jaren 50 vertrekken, toen zij daarvoor toestemming kregen in een verdrag met Duitsland.
De industrialisatie en de aanleg van scheepswerven brachten veel werkgelegenheid en de stad groeide snel uit tot 200.000 inwoners, grotendeels Russen, in 1990, om daarna weer af te nemen tot 160.000. Nog steeds vormen Russen een belangrijke minderheid.
Sinds de onafhankelijkheid van Litouwen is de stad, mede met Duits geld, waar mogelijk gerestaureerd en haar vroegere Duitse karakter is daarbij bevestigd in de heroprichting van standbeelden en het aanbrengen van muurplakettes voor historische persoonlijkheden en gebeurtenissen.
Klaipėda vierde in 2002 zijn 750-jarig bestaan.

## Geboren in Memel-Klaipeda
- Simon Dach (1605–1659), dichter, o. a. van een bekend Oostpruisisch, oorspronkelijk in het Nederduits gepubliceerd volkslied: Ännchen von Tharau
- Johann August Muttray (1808−1872), afgevaardigde in het eerste Duitse, Frankfurter Parlement (1848)
- Julius Kröhl (1820–1867), emigreerde naar Amerika, vocht voor de noordelijke staten en construeerde de eerste onderzeeboot
- William Campbell of Breadalbane (1863–1944), generaal in het Pruisische leger, van Schotse afstamming
- Curt Jany (1867–1945), generaal in het Pruisische leger en legerhistoricus
- Heinrich Ancker (1886–1960), admiraal in de Duitse Kriegsmarine
- Lena Valaitis (1943), schlagerzangeres
- Arvydas Pocius (* 1957), diplomaat, en generaal in het Litouwse leger
- Artūras Kasputis (1967), wielrenner
- Saulius Šarkauskas (1970), wielrenner
- Tomas Vaitkus (1982), wielrenner
- Monika Liu (1988), zangeres
- Jurijus Veklenko (1990), zanger

## Haven

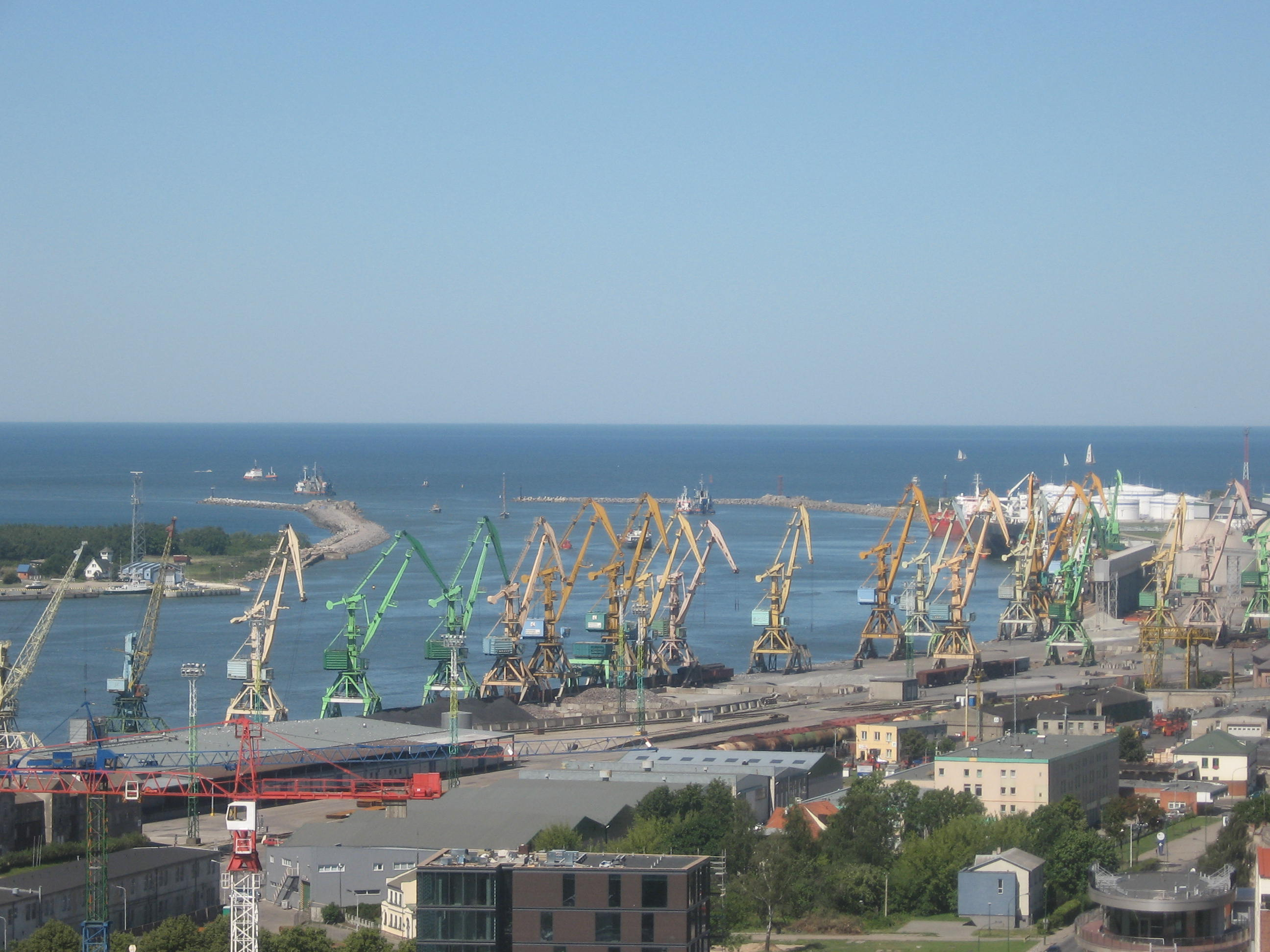
Haven van Klaipėda

Bij de plaats ligt de grootste zeehaven van het land. Veel passagiers- en vrachtschepen bezoeken de haven die het gehele jaar ijsvrij is. De haven speelt al eeuwen een belangrijke maritieme rol en werd beschermd door forten en andere versterkingen. In de 18e en 19e eeuw werd veel hout via de haven uitgevoerd en veel industrie heeft zich nadien bij de haven gevestigd. De haven kan schepen met een maximale lengte van 250 meter en een maximale diepgang van 13,5 meter verwerken. In 2013 werd zo’n 33 miljoen ton lading overgeslagen, dit was nog 19 miljoen ton in 2000. Er zijn spoor- en autowegen voor het vervoer van en naar het achterland. Zo'n 40% van de lading komt of gaat naar de buurlanden, waarbij vooral Wit-Rusland een groot aandeel heeft.
De haven kreeg in 2014 een aparte terminal voor de aanvoer van vloeibaar aardgas (LNG). In de haven wordt de FSRU Independence afgemeerd die lng in haar ruimen kan opslaan en beschikt over een faciliteit om het gasvormig te maken. Het schip wordt verbonden met het landelijk gasnetwerk en heeft voldoende capaciteit om heel Litouwen, en deels de twee andere Baltische staten, te beleveren.